# Милана Влаовић
Милана Влаовић (девојачки Бебић; рођена 1971. у Метковићу) је хрватска новинарка, композиторка, списатељица и колумнисткиња.

## Новинарска каријера
Основну и средњу школу завршила је у Метковићу, а са 18 година почела је да студира на Правном факултету у Загребу.  Док је студирала, радила је као хонорарни сарадник на Хрватској радиотелевизији и водила интервјуе са људима из јавног живота за часопис Pop Extra и прилог ТВ Бест у магазину Глобус.
Због фудбалске каријере тадашњег супруга Горана, на две године сели се у Падову, затим је наредне четири године живела у Валенсији, а касније се на четири године преселила у Атину.  Године 2004. вратила се у Загреб и наставила своју композиторску, књижевну и новинарску каријеру пишући колумне за различите хрватске дневне новине, попут Јутарњег листа и недељника.
2004. године дипломирала је новинарство на Факултету политичких знаности у Загребу. Дуги низ година је писала колумне за магазин Storybook у којима је водила широке, биографске интервјуе са познатим људима из света позоришта, филма, музике и телевизије.
2015. године завршила је четворогодишњу едукацију из интегративне психотерапије.
Крајем 2010-их година, писала је колумну за магазин Gloria. 2018. године се удала за Бориса Ковачека из Бањалуке.

## Музичка каријера
Од повратка у Загреб почела је да сарађује са разним хрватским музичарима. Већ 1990. наступила је у бенду са Тајчи  на Евровизији 1990. у Загребу са песмом "Хајде да лудујемо". Представљајући тадашњу Југославију, освојили су седмо место на такмичењу.
Са 25 година почела је да пише текстове и музику за поп песме, а 2002. њена песма „Сасвим сигурна“ у извођењу Весне Писаровић победила је на хрватском музичком такмичењу Дора и представљала Хрватску на Песми Евровизије 2002. где је освојила једанаесто место.
Написала је музику и текстове за шест студијских албума Весне Писаровић и Лане Јурчевић, који су освојили бројне златне и сребрне награде.
Њене песме су награђиване на бројним музичким фестивалима, попут Мелодије хрватског Јадрана, Златне жице Славоније, Доре, док је њена песма "Права љубав", коју су извели Лана Јурчевић и Лука Нижетић, освојила хрватску награду "Хит године". 2006. године.
Чланица је Хрватског друштва складатеља.

## Књижевна каријера
До сада је објавила четири прозна дела:
- Блато, ВБЗ, 2007.
- Бомбони од меда, Наклада Љевак, 2011.
- Рашељка и друге жене, ЕПХ, 2013.
- Глад, 2016. [7]
- Бомбони од меда, 2021[8]

2013. године, у сарадњи са Подравком и ЕПХ, објавила је књигу Приче о недјељном колачу .
Чланица је Друштва хрватских књижевника.